# Починок-Сорокинский
Починок-Сорокинский — деревня в Вышневолоцком городском округе Тверской области.

## География
Находится в центральной части Тверской области на расстоянии приблизительно 3 км по прямой на северо-восток от города Вышний Волочёк.

## История
Впервые появилась на карте 1982 года. До 2019 года входила в состав ныне упразднённого Сорокинского сельского поселения Вышневолоцкого муниципального района.
Распоряжение Правительства Российской Федерации №4076-р от 22.12.2022 г. деревня Починок переименована в Починок-Сорокинский.

## Население
Численность населения составляла 14 человек (русские 93 %) в 2002 году, 16 в 2010.